# Greenwich Village
Greenwich Village /AFI: ˌgɹenɪʧ 'vɪlɪʤ/ (también conocido como The Village) es una gran área residencial en el lado oeste de Manhattan en Nueva York. El barrio está rodeado por la calle Broadway al este, el río Hudson al oeste, la calle Houston al sur y la calle 14 al norte.  El Distrito histórico de Greenwich Village se encuentra inscrito como un Distrito Histórico en el Registro Nacional de Lugares Históricos desde el 19 de junio de 1979.  
Originalmente el barrio fue un pueblo aparte, (otro "village") creado en 1712. En 1822, una epidemia de fiebre amarilla en Nueva York hizo que los residentes se mudaran a Greenwich Village en busca de su mejor aire.

## Historia
Los primeros asentamientos en esta zona se establecieron sobre unas tierras pantanosas. Después de la recuperación de los colonos holandeses que en la década de 1630 lo utilizaron como una zona de pastoreo (conocido como Noortwyck), tuvo lugar la ocupación de Nueva Ámsterdam por los ingleses (1664) y Greenwich Village comenzó su desarrollo. Sin embargo, siguió siendo un pueblo rural independiente, sin ser engullido por el vertiginoso crecimiento de Manhattan.
En 1822 se dio un notable aumento de la población en el barrio, cuando una epidemia de fiebre amarilla llevó a muchos ciudadanos de Nueva York a emigrar a Greenwich Village, ya que poseía un aire algo más saludable.

The Village es famoso por la escena bohemia y la cultura alternativa de la que ha sido escenario histórico. Tradicionalmente era un semillero de nuevas ideas y movimientos de vanguardia, de principios del siglo XX hasta la actualidad, gracias a la clase de personas que lo pueblan y frecuentan, y la presencia de establecimientos alternativos, como el Eve's Hangout (1925).

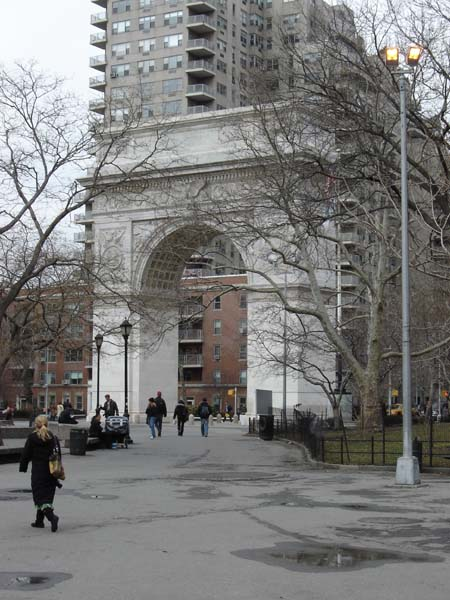
El Arco de Washington Square.

En los años 50 la Generación Beat y su movimiento tuvo su punto de apoyo en este barrio en el que se reunieron poetas, cantantes, escritores, estudiantes, músicos y artistas que huían de la sociedad conformista. Sentaron las bases para el futuro movimiento hippie de los años 60. Nueva York y Greenwich Village inspiraron las obras de escritores Beat como Jack Kerouac, Allen Ginsberg y William Burroughs. En 1969, en un club gay del barrio, el Stonewall Inn, se inició simbólicamente el movimiento de liberación homosexual.
Actualmente, Greenwich Village no solo se caracteriza por ser uno de los puntos de referencia de aquellos movimientos culturales, artísticos y sociales que contribuyeron a cambiar la cultura estadounidense, sino que también es un área residencial y turística de precios muy elevados. 
Washington Square Park es el corazón del distrito, aunque hay otros más pequeños como el conocido como The Cage, importante por ser escenario de importantes torneos ciudadanos de streetball y por sus numerosas canchas de baloncesto y balonmano.
Cada año, el 31 de octubre, en Greenwich Village tiene lugar el tradicional desfile de Halloween, el más grande del mundo.

## Cultura
Greenwich Village ha sido conocido como un bastión de cultura artística y bohemia. En él, Sir Alfred Hitchcock rodó la mítica "Rear window" (La ventana indiscreta) en 1954, con James Stewart y Grace Kelly como protagonistas. Vecino del barrio e icono cultural, Bob Dylan, a mediados de los 60, se convirtió en uno de los compositores más importantes y populares en el mundo; y, con frecuencia, los acontecimientos en el Greenwich Village que influyeron en el movimiento folk-rock ocurrieron simultáneamente en San Francisco y otros lugares, y viceversa. Un gran ejemplo, el mayor tal vez, sería la aparición de La Generación Beat dentro del sector, además de docenas de otros iconos culturales y populares que tuvieron su inicio en algún club nocturno, teatro o escena del barrio durante los años 50, 60 y 70. Además de Bob Dylan aparecen, Jimi Hendrix, Barbra Streisand, Peter, Paul and Mary, The Lovin' Spoonful, Simon & Garfunkel, Jackson Browne, James Taylor, Eric Andersen, Joan Báez, The Velvet Underground, Nina Simone y Jeff Buckley (este último, a comienzos de los '90) entre otros. Actualmente viven algunas celebridades tales como Leighton Meester, Nicole Kidman, Willem Dafoe, Matthew Broderick y Lana Del Rey
Woody Allen, Andy Warhol, Bill Cosby, Joan Báez, Dave Van Ronk (El Alcalde de la calle MacDougal), Paul Simon, Art Garfunkel, Joni Mitchell, Peter La Farge, Mark Spoelstra, Fred Neil, Phil Ochs, Frank Zappa, Barbra Streisand, Jessica Lange, Nina Simone, Lou Reed, Dustin Hoffman y al Pacino son solo algunas de las celebridades que han dado sus primeros pasos en Greenwich Village entre 1950 y 1970.

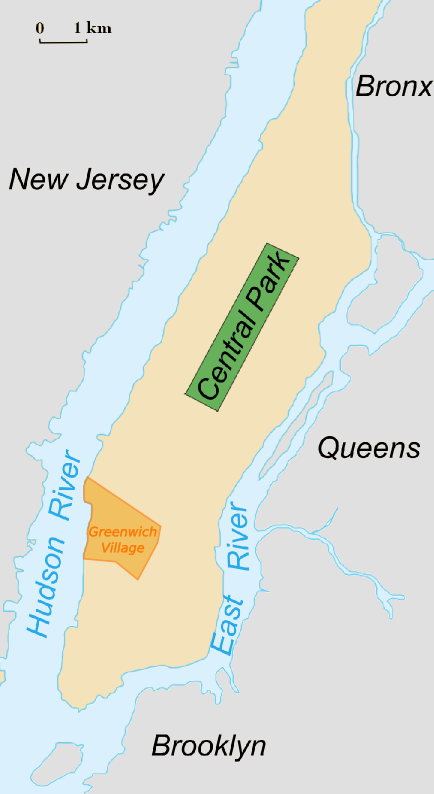
Ubicación de Greenwich Village.

En Greenwich Village se encuentran la calle Christopher y la posada Stonewall, donde se produjeron los disturbios de Stonewall en 1969, que dieron inicio al movimiento de liberación homosexual. El nombre "the Village" pronto se volvió un término genérico para denominar a un barrio de tendencia homosexual.
"The Village," como es llamado usualmente, también incluye el campus principal de la Universidad de Nueva York (NYU).